# Senna macranthera
Senna macranthera là một loài thực vật có hoa trong họ Đậu. Loài này được (Collad.) H.S.Irwin & Barneby miêu tả khoa học đầu tiên.

## Hình ảnh

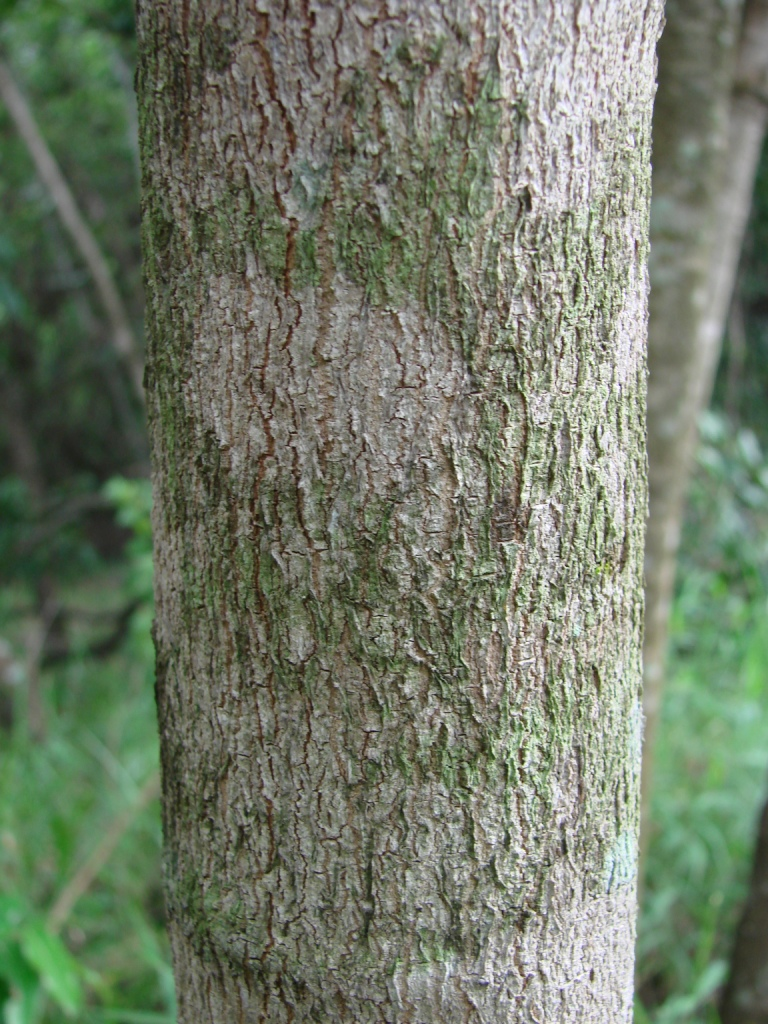
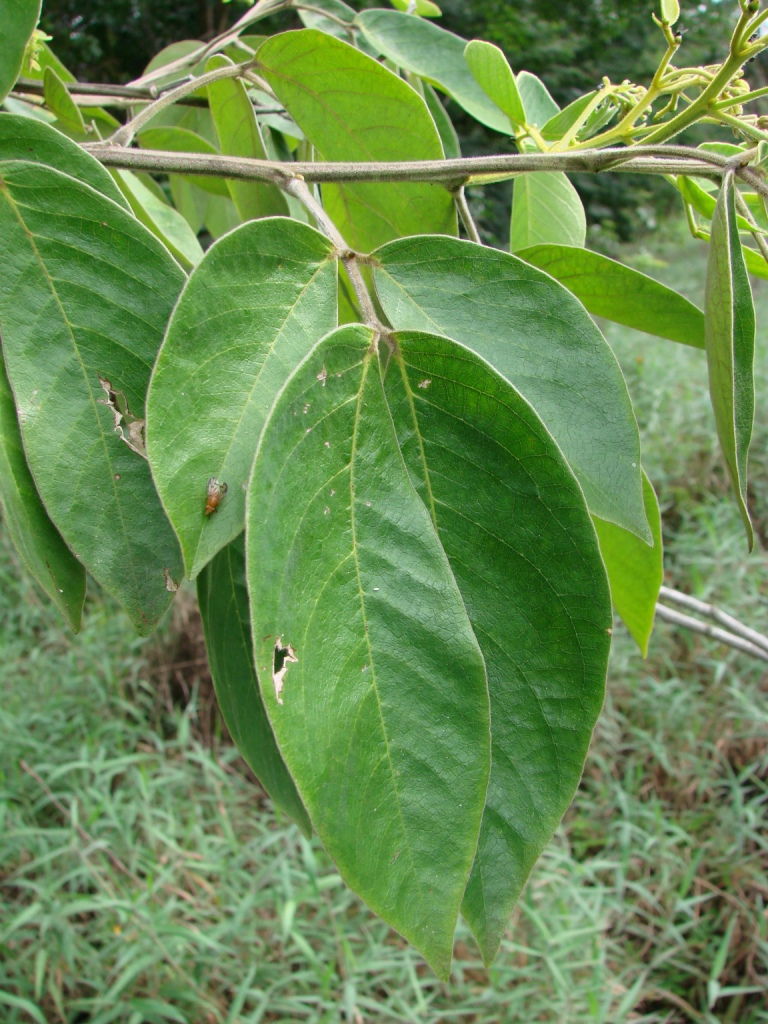
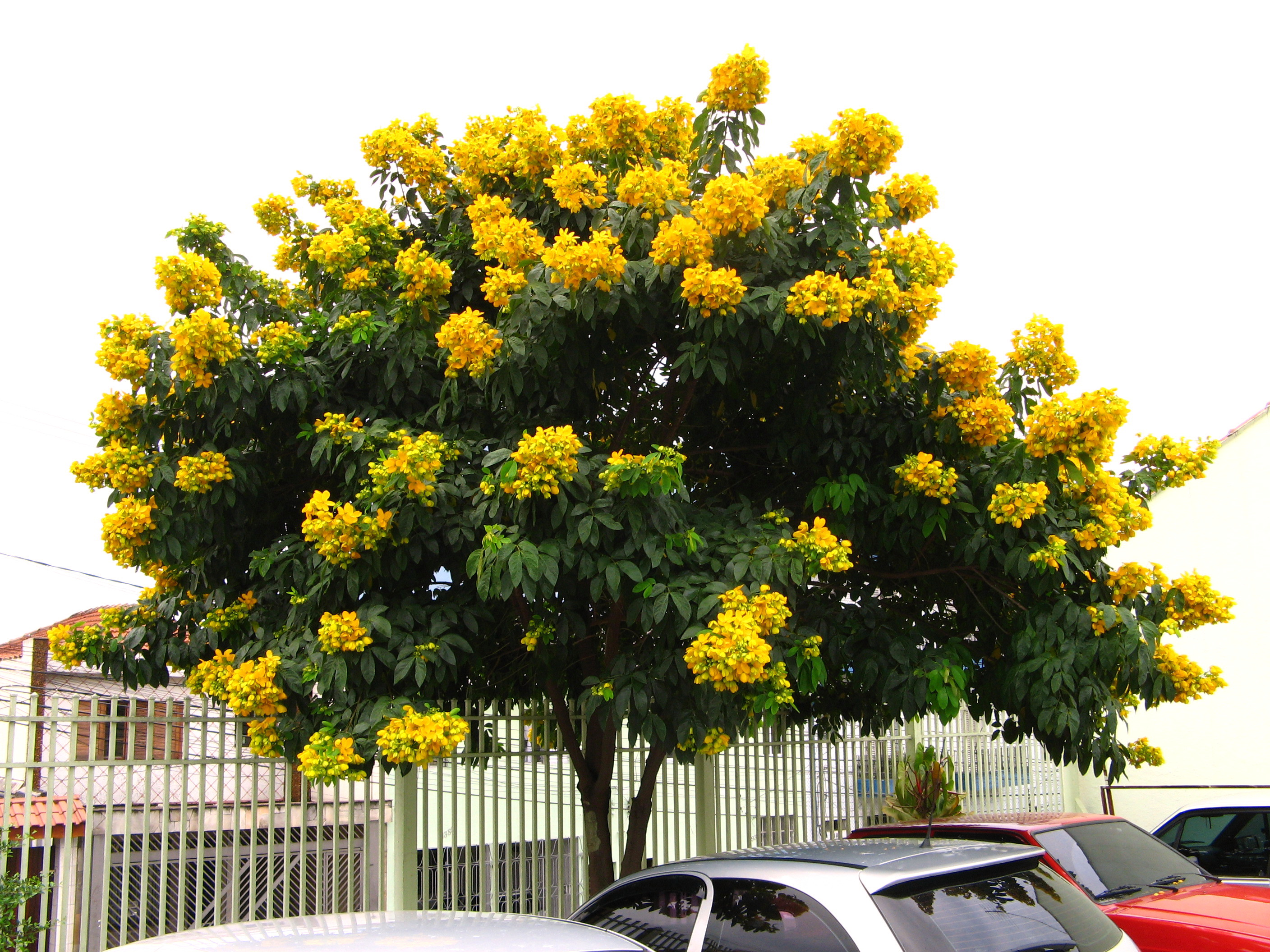
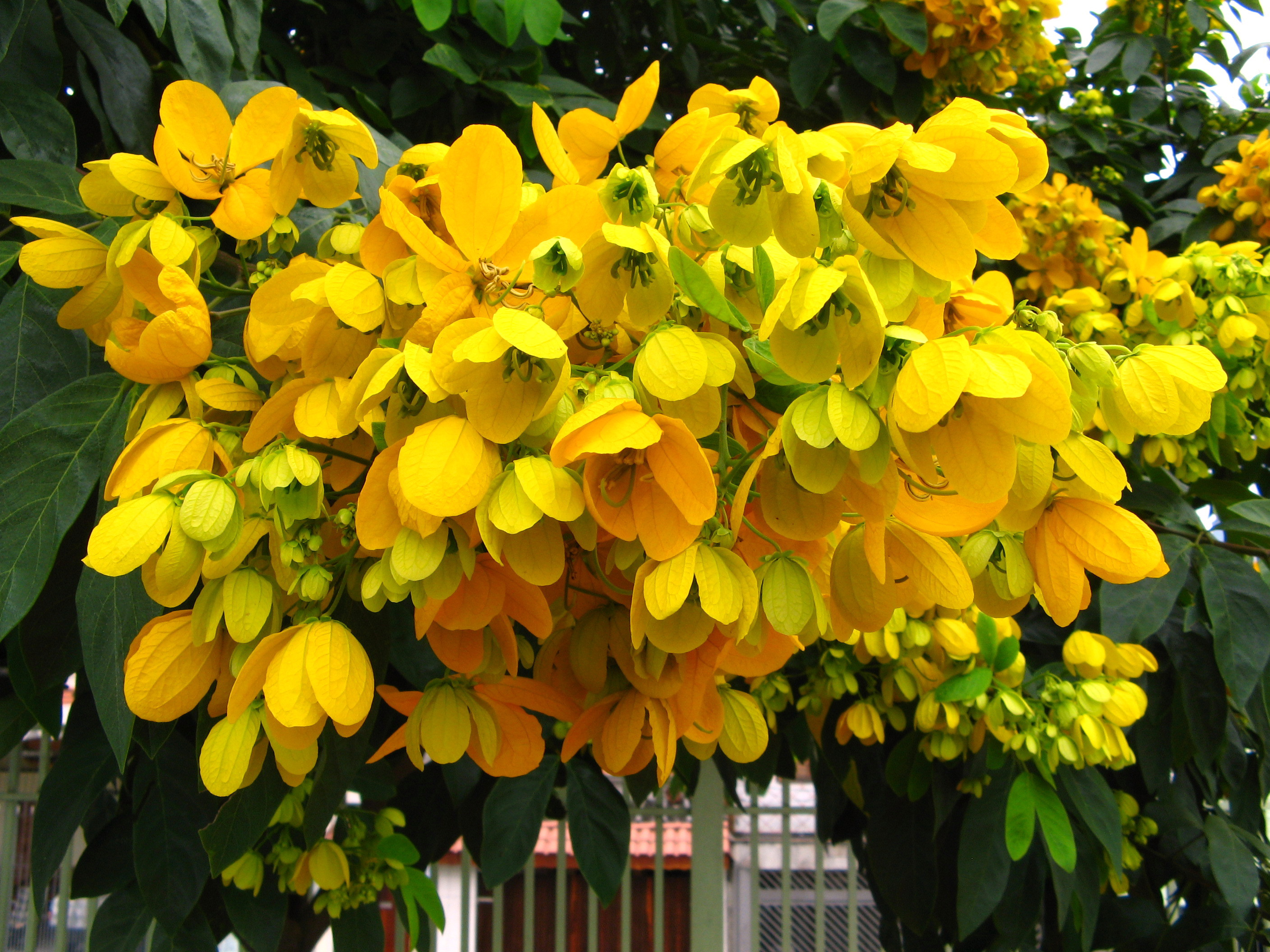